# وسلیتسه
وسلیتسه (به لاتین: Veselice) یک منطقهٔ مسکونی در جمهوری چک است که در شهرستان ملادا بولسلاو واقع شده‌است.